# Otto Nordenskjöld
Otto Nordenskjöld (Hesselby, Småland, 6 de dezembro de 1869 — Göteborg, 2 de junho de 1928) foi um geólogo sueco da Universidade de Uppsala e um explorador polar.

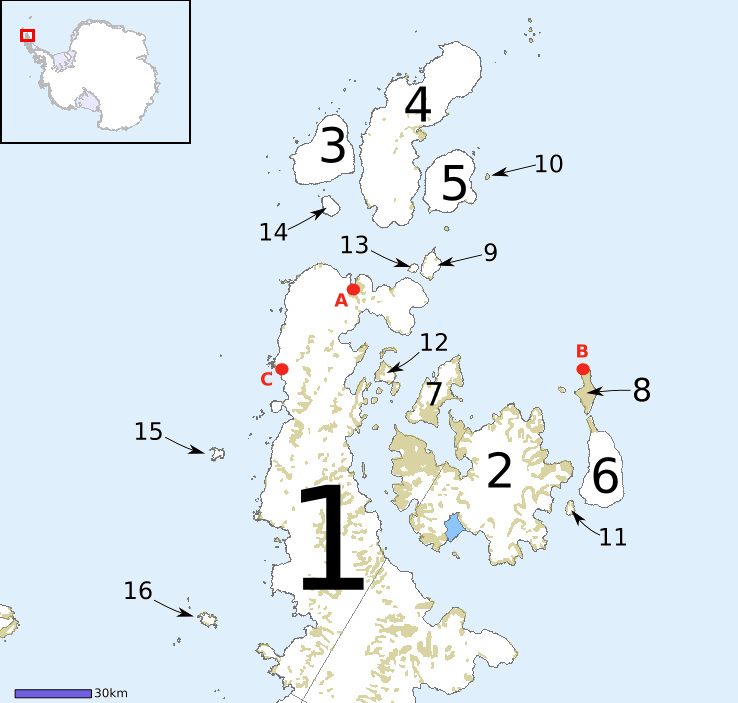
Ponta da península (norte à esquerda): 6 = Snow Hill I., 10 = Paulet I., A = Hope Bay

## Início da vida
Nordenskjöld nasceu em Hässleby, em Småland, no leste da Suécia, em uma família que incluía seu tio materno, o explorador polar Adolf Erik Nordenskiöld, e o primo Gustaf Nordenskiöld. Seu pai e sua mãe eram primos, mas o sobrenome de seu pai era "Nordenskjöld", enquanto o sobrenome de sua mãe era escrito "Nordenskiöld".
Ele estudou na Universidade de Uppsala, obtendo um doutorado em geologia em 1894 mais tarde tornou-se professor e professor associado no departamento de geologia da universidade.

## Carreira
Otto Nordenskjöld liderou expedições mineralógicas à Patagônia na década de 1890 e ao Alasca e à área de Klondike em 1898.

### Expedição Antártica
Nordenskjöld liderou a Expedição Antártica Sueca de 1901-1904. Seu navio Antarctic, comandado pelo experiente marinheiro antártico Carl Anton Larsen, visitou Buenos Aires e as Ilhas Malvinas antes de deixar o grupo de Nordenskjöld na Ilha Snow Hill, na Península Antártica, para passar o inverno, enquanto o navio retornava às Malvinas.
Na primavera seguinte, no início de novembro de 1902, Larsen navegou para o sul para recuperar o grupo, mas o Antártico ficou preso no gelo e tão danificado que acabou afundando em 12 de fevereiro de 1903, forçando a tripulação a passar o inverno em um abrigo construído às pressas na Ilha Paulet. Larsen e Nordenskjöld finalmente se encontraram em sua cabana de resgate em Hope Bay em novembro de 1903 e logo foram resgatados pela corveta ARA Uruguay (comandada por Julián Irízar), despachada depois que a Antártica não conseguiu fazer seu retorno designado à Argentina.
Apesar de seu fim e das grandes dificuldades sofridas, a expedição foi considerada um sucesso científico, tendo explorado grande parte da costa leste da Terra de Graham, incluindo Cape Longing, James Ross Island, o grupo de ilhas de Joinville e o arquipélago de Palmer, recuperando também valiosas amostras geológicas e amostras de animais marinhos. Ele rendeu a Nordenskjöld fama duradoura em casa, mas seu enorme custo o deixou muito endividado.

## Mais tarde na vida
Em 1905, Nordenskjöld foi nomeado professor de geografia (com geografia comercial) e etnografia na Universidade de Gotemburgo.
Nordenskjöld mais tarde explorou a Groenlândia em 1909 e retornou à América do Sul para explorar o Chile e o Peru no início da década de 1920 (muitas amostras desta expedição estão agora expostas no Museu de História Natural de Lima). Ele também estudou os efeitos do inverno no clima alpino e desenvolveu uma fórmula para identificar os limites da região do Ártico com base nas temperaturas nos meses mais quentes e frios do ano.
Nordenskjöld morreu em uma colisão de trânsito aos 58 anos, quando foi atropelado por um motorista de ônibus em Gotemburgo, onde também foi enterrado.

## Legado
Uma série de características geográficas foram nomeadas em homenagem a Otto Nordenskiöld, incluindo:
- Lago Nordenskjöld, um lago alpino no Parque Nacional Torres del Paine, no Chile
- Costa de Nordenskjöld, uma seção da costa do lado leste da Península Antártica
- Bacia de Nordenskjöld, uma bacia submarina
- Nordenskjöld Ice Tongue, uma língua de gelo glacial que se estende sobre o Mar de Ross
- Geleira Nordenskjöld, uma geleira na Geórgia do Sul
- Afloramentos de Nordenskjöld, afloramentos rochosos na Península Antártica
- Nordenskjöld Peak, uma montanha na Geórgia do Sul.

## Publicações
- Antarctica: Or, Two years amongst the ice of the South Pole ISBN 0-208-01642-2
- S A Duse (1905), Bland pingvinar ock sälar, minnen från Svenska sydpolarexpeditionen 1901-03.